# Плотниковское сельское поселение (Кемеровская область)
Пло́тниковское се́льское поселение — упразднённое муниципальное образование в Промышленновском районе Кемеровской области. Административный центр поселения — посёлок Плотниково.

## История
Плотниковское сельское поселение образовано 17 декабря 2004 года в соответствии с Законом Кемеровской области № 104-ОЗ.

## Население
| 2010  | 2011  | 2012  | 2013  | 2014  | 2015  | 2016  |
| ----- | ----- | ----- | ----- | ----- | ----- | ----- |
| 7334  | ↗7345 | ↗7361 | ↗7376 | ↘7320 | ↘7245 | ↘7166 |
| 2017  | 2018  | 2019  |       |       |       |       |
| ↘7080 | ↘6992 | ↘6825 |       |       |       |       |

## Состав сельского поселения
| № | Населённый пункт | Тип населённого пункта          | Население |
| - | ---------------- | ------------------------------- | --------- |
| 1 | Брянский         | посёлок                         | 33        |
| 2 | Восход           | посёлок                         | 266       |
| 3 | Колычево         | деревня                         | 919       |
| 4 | Нагорный         | посёлок                         | 92        |
| 5 | Первомайский     | посёлок                         | 214       |
| 6 | Плотниково       | деревня                         | 260       |
| 7 | Плотниково       | посёлок, административный центр | ↘5153     |
| 8 | Соревнование     | посёлок                         | 357       |
| 9 | Сыромолотная     | деревня                         | 3         |